# Melanis
Melanis is een geslacht van vlinders uit de familie van de prachtvlinders (Riodinidae), onderfamilie Riodininae.
Melanis werd in 1819 voor het eerst wetenschappelijk beschreven door Hübner.

## Soorten
Melanis omvat de volgende soorten:
- Melanis aegates (Hewitson, 1874)
- Melanis alena (Hewitson, 1870)
- Melanis boyi (Stichel, 1923)
- Melanis cephise (Ménétriés, 1855)
- Melanis cercopes (Hewitson, 1874)
- Melanis cinaron (Felder, C & R. Felder, 1861)
- Melanis cratia (Hewitson, 1870)
- Melanis electron (Fabricius, 1793)
- Melanis herminae (Zikán, J, 1952)
- Melanis hillapana (Röber, 1904)
- Melanis hodia (Butler, 1870)
- Melanis leucophlegma (Stichel, 1910)
- Melanis lioba (Zikán, J, 1952)
- Melanis lycea Hübner, 1823
- Melanis marathon (Felder, C & R. Felder, 1865)
- Melanis melandra Hübner, 1819
- Melanis melaniae (Stichel, 1930)
- Melanis opites (Hewitson, 1875)
- Melanis passiena (Hewitson, 1870)
- Melanis pixe (Boisduval, 1836)
- Melanis seleukia (Stichel, 1910)
- Melanis smithiae (Westwood, 1851)
- Melanis unxia (Hewitson, 1853)
- Melanis vidali (Dognin, 1891)
- Melanis volusia (Hewitson, 1853)
- Melanis xenia (Hewitson, 1853)
- Melanis yeda (Zikán, J, 1952)